# Colombiana
Colombiana è un film del 2011 diretto da Olivier Megaton.
Film thriller su soggetto e sceneggiatura di Robert Mark Kamen e Luc Besson, con quest'ultimo che figura anche tra i produttori.

## Trama
Colombia, 1992. La piccola Cataleya Restrepo, di 9 anni, vive a Bogotà con i genitori, Fabio e Alicia: in particolare il padre intrattiene rapporti malavitosi con Don Luis, per il quale il suo scagnozzo Marco fa tutto il lavoro sporco. Al termine di un incontro durante il quale Fabio rivela a Don Luis la sua intenzione di lasciare la cosca, Don Luis manda Marco ad eliminare tutta l'innocente famiglia Restrepo: Fabio, prevedendo questa mossa, si sta preparando a scappare, quando viene accerchiato nella propria dimora e, dopo l'assassinio della moglie Alicia, non può fare altro che rispondere al fuoco. La piccola Cataleya viene lasciata in disparte e le viene affidato il "passaporto" per la sua libertà, un microchip contenente il file che dovrà consegnare all'ambasciata statunitense.
Fabio non ha scampo, ma Cataleya sfugge a Marco, al quale pugnala una mano promettendogli con forza formidabile che "verrà un giorno" in cui ucciderà una volta per tutte Don Luis. Inseguita da Marco e dai suoi scagnozzi per le vie della città colombiana, giunge attraverso le fogne all'ambasciata, che la invia a Miami   dove, chiedendo di utilizzare il bagno, scappa per recarsi a Chicago dallo zio Emilio e dalla nonna. Determinata a vendicare la propria famiglia, non vorrebbe neppure continuare la scuola e chiede a zio Emilio di diventare un'assassina. L'uomo, che ha perso il suo unico figlio, cugino di Cataleya, proprio per la malavita (ma questa volta spaccio di droga), si offre di insegnarle qualcosa ma solo se lei continuerà la scuola almeno fino a 16 anni.
Quindici anni dopo Cataleya, terminata la scuola dell'obbligo e ormai divenuta una donna, lavora come sicario per conto di zio Emilio, con straordinarie capacità di combattimento e di maneggio di qualsiasi arma; ha già commesso 22 omicidi di gente scomoda, spesso spietata e malavitosa, negli USA, e ogni volta su tutti lascia la firma del fiore del proprio nome: la cataleya o orchidea colombiana.
Sotto il falso nome di Valerie Phillips, si fa arrestare per potersi recare nella prigione in cui c'è la sua 23ª vittima, il mafioso siciliano Gennaro Rizzo, che fredda con tre colpi di pistola. Sulle sue tracce indaga ormai già da anni l'agente speciale dell'FBI James Ross, che però dovrà fare i conti con la CIA, rappresentata da Steve Richard, che ritiene opportuno proteggere Don Luis e Marco: costoro sono ormai consci che gli omicidi commessi da Cataleya sono messaggi per loro da parte della figlia di Fabio.
Si scopre anche che, col nome di Jennifer, Cataleya intrattiene una relazione con un pittore, Danny, col quale non sta mai insieme più di una notte per timore di essere scoperta. Ma, dopo un altro omicidio da parte di Cataleya, Marco riesce a rintracciare la residenza di Emilio: quando la ragazza ritorna a casa scopre che, per la seconda volta, la sua famiglia è stata sterminata. Ora è più determinata che mai a scovare Don Luis.
Intanto l'FBI è sulle sue tracce a causa di una foto scattata da Danny e rintraccia l'abitazione di Cataleya, che per un soffio riesce a fuggire. Tramite le minacce a James Ross e poi a Steve Richard, scopre il nascondiglio protetto di Don Luis, dove uccide, tra gli altri, anche Marco. Ora è rimasto solo Don Luis, che mentre scappa riceve una telefonata da Cataleya che lo avvisa che non ha via di scampo: infatti Don Luis viene sbranato vivo dai cani da lei addestrati.
Ottenuta finalmente tutta la sua vendetta, Cataleya contatta per l'ultima volta il pittore Danny, interrogato dalla polizia. Gli offre solo 30 secondi, per non rischiare di essere rintracciata, per poi salire su una corriera.

## Produzione
Il film è basato sulla sceneggiatura del sequel del celebre Léon, scritto dallo stesso Luc Besson.

### Riprese
Il film, concepito in inglese e spagnolo, è stato girato tra Chicago, New Orleans e il Messico.

## Colonna sonora
La canzone che chiude il film ed accompagna i titoli di coda è Hurt dei Nine Inch Nails, nella versione del 2003 cantata da Johnny Cash.

## Distribuzione
Il film è uscito nelle sale cinematografiche francesi il 27 luglio 2011, mentre negli Stati Uniti il 26 agosto e nel Regno Unito il 9 settembre.
In Italia non è mai stato distribuito al cinema, ma è arrivato direttamente in TV, su Mediaset Premium e Italia 1.

## Accoglienza

### Incassi
Il film ha incassato oltre 36,5 milioni di dollari tra Stati Uniti e Canada ed altri 24,5 milioni nel resto del mondo, per un totale di $ 60.965.856 esatti. In particolare alla fine della sua prima settimana di proiezioni, il film è entrato nella lista dei migliori incassi della settimana (con $ 10,5 milioni), secondo solo a The Help.

### Critica
Il film in genere non ha ricevuto recensioni molto positive: per esempio, sul sito web Rotten Tomatoes riceve solo il 28% delle recensioni professionali positive, con un voto medio di 4,9/10, basato su 100 recensioni.
Su Metacritic il film ha un punteggio medio di 45 su 100, basato su 22 critiche, indicando "recensioni contrastanti o nella media".
Il Los Angeles Times ha definito il film "di serie B" (ma non nel senso di genere televisivo) così come USA Today, seppur lodando le capacità della protagonista Zoe Saldana.

## Controversie
Alcune organizzazioni non a scopo di lucro colombiane hanno criticato il film, accusandolo di "stereotipi (negativi)" nei confronti della Colombia, con totale "assenza di creatività".

## Sequel
Nel giugno 2015 Luc Besson rende nota la lista dei progetti futuri di Europa Corp, la società di produzione di cui è a capo. Tra i film annunciati figura il sequel di Colombiana. Costato 40 milioni di dollari, il film ha ottenuto un bottino internazionale di soli 61 milioni. Non è improbabile pensare che il seguito venga realizzato per il solo mercato DVD/VOD.